# Tamub
Tamub.- Jedna od tri glavne grane starih Quiché Indijanaca, porodica Mayan, s područja današnje Gvatemale, na mjestu koje Popol Vuh naziva Amac-Tan. Tamubi se spominju u nepubliciranom rukopisu Historia Quiché od D. Juan de Torresa, te u Knjigama gospodara iz Totonikapana (Título de los Señores de Totonicapán) i navode se među 3 Quiche plemena koja priznaju Tohila za svoga boga, i kojemu su se prinosile ljudske žrtve. Vladari Tamuba bili su: Copichoch (Kopićoć), Cochochlam (Koćoćlam), Mahquinalon (Mahkinalon) i Ahcanabil (Ahkanabil). 

## Vanjske poveznice
- Popol Vuh  Arhivirana inačica izvorne stranice od 13. kolovoza 2007. (Wayback Machine)